# Biggles a zlaté dublony
Biggles a zlaté dublony (v originále Biggles flies west) je dobrodružná kniha spisovatele W. E. Johnse, jež byla poprvé vydána roku 1937, nejprve na 12 pokračování v časopise The Modern Boy. Jde o celkově 13. knihu o Bigglesovi, dobrodruhovi a válečném pilotovi. Jde o knihu z meziválečného období. Česky vyšla poprvé v roce 1940.

## Děj
V prologu knihy sledujeme osud pirátské lodi s kapitánem Louisem Dakeynem, která má mezi uloupeným zlatem prokletý dublon a ztroskotá u ostrůvku v Karibském moři. Kapitán po ztroskotání odnese všechno zlato do úkrytu, ale když kreslí plánek, zjistí, že jeden dublon zůstal na lodi a přitom se nešťastnou náhodou zastřelí.
Později na ostrově ztroskotá několik námořníků. Jack Denver najde vrak lodi i s dublonem, ale námořník Dutch jej u něj spatří a chce jej získat. Po návratu do Ameriky Jack odešle dublon svému synovi do Londýna, sám je však těžce raněn Dutchem. V Londýně dostane jeho syn Jack dopis, ale než jej stačí přečíst, vtrhne mu do bytu neznámý muž a chce dopis. Jack utíká a na ulici vrazí do Bigglese. Po přečtení dopisu a nalezení dublonu je málem přejede auto. Společně se pak vydávají na výpravu za pokladem. Při přistání na obydleném ostrově blízko ostrova s pokladem jsou přátelé zadrženi místním úředníkem a zatím co sedí ve vězení, někdo jim ukradne letadlo. Při následné hádce s úředníkem, který jim sebral dublon je úředník nešťastnou náhodou zabit. Přátelé seženou náhradní letadlo, ale při bouři ztroskotají. Zjistí, že s dostali na ostrov s pokladem a najdou tam i Dutche s jejich letadlem a starou pevnost. Po mnoha peripetiích, kdy dublon několikrát změní majitele a přinese mu neštěstí najdou poklad, převléknou se za piráty, vybojují bitvu s padouchy a nakonec je zachrání britský křižník.
Po návratu se Dick shledá se svým otcem a stane se námořníkem.

## Postavy v této knize
- James „Biggles“ Bigglesworth
- Algernon "Algy" Lacey
- Ginger Hebblethwaite
- Dick Denver
- Dutch, Frisco Jack, Harvey, Pedro